# Tokke
Tokke est une kommune de Norvège. Elle est située dans le comté de Telemark.